# أمنون ليبكين شاحاك
أمنون ليبكين شاحاك (بالعبرية: אמנון ליפקין-שחק، 18 مارس 1944 - 19 ديسمبر 2012) كان ضابط في الجيش الإسرائيلي وسياسي شغل منصب رئيس أركان الجيش الإسرائيلي بوصفها عضوا في الكنيست ومنصب وزير النقل والسياحة.

## روابط خارجية
- أمنون ليبكين شاحاك على موقع مونزينجر (الألمانية)
- Amnon Lipkin-Shahak Israel Ministry of Foreign Affairs
- أمنون ليبكين شاحاك على الموقع الإلكتروني للكنيست
- Israeli Special Forces Database